# Forebyggelse af hospitalsinfektioner
Forebyggelse af hospitalsinfektioner er en dansk undervisningsfilm fra 1960 instrueret af Poul Hjertholm og efter manuskript af Teit Kærn.

## Handling
Instruktionsfilm til undervisning af sygeplejersker og sygeplejeelever.